# Лисичанська вулиця (Київ)
Лисича́нська ву́лиця — вулиця в Солом'янському районі Києва, місцевість Монтажник. Пролягає від Травневої вулиці до вулиці Миклухи-Маклая.
Прилучаються Травневий провулок, Лисичанський провулок і Куп'янська вулиця.

## Історія
Вулиця виникла в середині XX століття під назвою 484-та Нова. Сучасна назва — з 1953 року, на честь міста Лисичанськ.